# 용천 이씨
용천 이씨(龍川李氏)는 평안북도 룡천군을 본관으로 하는 한국의 성씨이다. 시조 이밀(李密)은 고려 때 도등고판관(都登庫判官)을 역임했다.

## 역사
룡천 이씨 시조(始祖) 이밀(李密)은 고려 때 도등고판관(都登庫判官)을 역임했다고 전할 뿐 관련 문헌이 없어 본관의 유래 및 세계(世系)는 자세히 알 수 없다.

## 본관
용천(龍川)은 지금의 평안북도 룡천군(龍川郡)의 지명이다. 본래는 고려의 안흥군(安興郡)이었는데, 현종 5년에 용주 방어사(龍州防禦使)로 일컬었다가 뒤에 용만부(龍灣府)로 고쳤고, 충선왕 2년에 지군사(知郡事)로 고쳤다. 조선 태종 4년에 의주이언(義州伊彦)으로 하여 군(郡)에 붙였다가 13년에 용천군(龍川郡)으로 고쳤다.

## 인구
- 1985년 16가구, 99명
- 2000년 144가구, 472명